# Wolfbauergraben
Der Wolfbauergraben ist ein kleiner Bach am Zeller- oder Irrsee im Mondseeland, einem Teil des Salzkammerguts im Hausruckviertel Oberösterreichs.

## Lauf und Landschaft
Der Bach entspringt
etwa 2 Kilometer östlich des Sees auf dem Riedel, der die Haslau vom Becken des Irrsees trennt, bei Staller auf etwa 660 m ü. A.
Er rinnt südwestlich, nimmt die Gräben von Feichten-Oberlehen her auf, und fließt dann westwärts tiefer eingeschnitten durch ein Waldgebiet, den eigentlichen Wolfbauergraben.
In Ramsau, 1½ Kilometer nördlich von Zell am Moos, bei der Mondsee Straße (B154) mündet er nach 2 Kilometern Lauf  von rechts in den Ramsaubach, der von Brandstatt her kommt, und wenige hundert Meter weiter in den Irrsee fließt.

## Geologie und Hydrographie
Der Bach kommt von der Randmoräne des Traungletschers der Würm-Eiszeit (ca. 100.000–10.000 Jahre vor heute), der letzten Kaltzeit, die einen mächtigen Wall westlich des Irrees hinterlassen hat, der vom Gommersberg–Schoibernberg-Fuß nördlich bis an den Lackenberg südlich bestens erhalten ist. Hier liegt in charakteristischem Bogen die ehemalige Zungenspitze als Riedel, der von Ost bei Schweibern auf Süd umschwenkt und vor dem Lackenberg Richtung Mondsee streicht. Bei Schweibern liegt eine weitere Würm-Moräne, die den maximalen Vorstoß dieser Zeit markiert, die Haslau selbst wurde schon in den vorhergehenden Kaltzeiten ausgeformt. Östlich haben sich beiden Würmphasen übereinandergeschoben. Dadurch wurde die obere Vöckla, die vom Wildmoos oberhalb Mondsee hinter dem Lackenberg kommend durch die Haslau nach Norden gegen Frankenmarkt hin entwässert, ganz an den Talhang des Saurüsselwald–Glashüttenwalds gedrängt. Bei der Mühle im Graben hinter Feichten reicht das Einzugsgebiet des Wolfbauergrabens bis 50 Meter an die Vöckla heran. Dadurch bildet dieser Moränenriedel auch die Wasserscheide zwischen der Vöckla und der Ager, zu der der Irrsee gehört (über Atter- und Mondsee), die beiden treffen sich erst in Vöcklabruck wieder.
Im eigentlichen Wolfbauergraben durchbricht der Bach weitere Randmoränen diverser Rückzugstadien, die hier im Raum in bis zu sechs Staffeln bis an den See hinunter liegen.